# Leidersbach
Leidersbach – miejscowość i gmina w Niemczech, w kraju związkowym Bawaria, w rejencji Dolna Frankonia, w regionie Bayerischer Untermain, w powiecie Miltenberg. Leży w paśmie górskim Spessart, około 22 km na północ od Miltenberga.

## Dzielnice
W skład gminy wchodzą następujące dzielnice: 
- Leidersbach
- Ebersbach
- Roßbach
- Volkersbrunn

## Polityka
Wójtem od 2002 jest Alois Sauer (CWG). Rada gminy składa się z 17 członków:
|      | CSU | SPD | CWG | Lista Młodych | Razem     |
| 2002 | 8   | 3   | 5   | 1             | 17 miejsc |

## Zabytki i atrakcje
- kościół pw. św. Barbary (St. Barbara)
- kościół pw. św. Jakuba (St. Jakobus)
- były klasztor

## Oświata
(na 1999)

W gminie znajdują się 4 przedszkola, szkoła podstawowa i Haupstchule.